# Elektroingenieur
Elektroingenieur oder Elektroingenieurin ist die Berufsbezeichnung für Personen, die als Ingenieur der Elektrotechnik ausgebildet wurden.

## Deutschland
In der Bundesrepublik Deutschland ist dieser Beruf in entsprechenden Studiengängen an Fachhochschulen, (technischen) Universitäten und Berufsakademien erlernbar.
Weltweit wurde das Studium der Elektrotechnik erstmals 1883 an der TH Darmstadt eingerichtet. Bislang wurde es an Universitäten, Technischen Hochschulen oder Fachhochschulen mit einem akademischen Grad als Diplom-Ingenieur (Dipl.-Ing., TU/TH/FH) abgeschlossen. An Absolventen von Berufsakademien wurde die staatliche Bezeichnung Dipl.-Ing. (BA) verliehen.
Seit dem Jahr 2010 werden Studiengänge mit einem Diplomabschluss nicht mehr flächendeckend angeboten. Im Zuge des Bologna-Prozesses werden weitgehend nur noch Bachelor- und darauf aufbauende Masterstudiengänge angeboten, die mit den akademischen Graden „Bachelor of Engineering/Science“ – Elektrotechnik bzw. dem „Master of Engineering/Science“ abschließen. Der Titel Elektroingenieur oder Ingenieur sind rechtlich geschützte Titel. Der erste akademische Grad (Bachelor) befähigt den rechtlich geschützten Titel „Ingenieur“ oder „Elektroingenieur“ tragen zu dürfen.
An sächsischen Hochschulen wie der TU Dresden werden weiterhin Diplom-Studiengänge angeboten (§ 40 des Sächsischen Hochschulgesetzes).
Das Fachgebiet der Elektrotechnik ist so umfangreich, dass die entsprechenden Studiengänge nach einem gemeinsamen Grundstudium nur bestimmte Teilbereiche vertiefen, wie zum Beispiel die Nachrichtentechnik, Kommunikationstechnik, Hochfrequenztechnik, Energietechnik, Mikroelektronik, Mikrosystemtechnik oder Automatisierungstechnik.
Im Jahr 2018 gab es 393.600 sozialversicherungspflichtig beschäftigte Elektroingenieure in Deutschland.

## Österreich
In Österreich werden neben den Absolventen von Technischen Universitäten bzw. Fachhochschulen auch Abgänger von Höheren Technischen Lehranstalten (HTLs), die nach dem Ingenieurgesetz 2006 bzw. 2017 die Standesbezeichnung/Qualifikation Ingenieur (Ing.) tragen, im Fachbereich Elektrotechnik, als Elektroingenieure bezeichnet.

### Videos
- "I made it" – Sundeep, Elektroingenieur (Aus Indien), Bundesministerium für Wirtschaft und Energie, 2014 auf YouTube
- Luis Moscardi – ein Elektroingenieur aus Uruguay in der Oberpfalz, Meine Oberpfalz, 2015 auf YouTube
- Held der Mobilität – Volker Fricke, RegierungBW, 2015 auf YouTube
- Elektroingenieur Martin – Netzplanung für die Energiewende, Energiewende Schaffen, 2016 auf YouTube
- Jan – Ingenieur für Elektrotechnik bei Infineon, Infineon4Engineers, 2017 auf YouTube
- 360 Grad Video – Elektroingenieur in der Bauüberwachung, Deutsche Bahn Karriere, 2017 auf YouTube
- Willkommen, Du passt zu uns, Samuel, Deutsche Bahn Karriere, 2018 auf YouTube
- Daniel Matteka, Bauüberwacher für Leit- und Sicherungstechnik, Deutsche Bahn Karriere, 2018 auf YouTube
- A day in the life of an Electronics Engineer, Merit Automotive Electronics Systems, 2018 auf YouTube
- Timo Siegrist, Planungsingenieur im Elektroingenieurwesen, Deutsche Bahn Karriere, 2018 auf YouTube
- Martin Schurade über seine Arbeit als Elektroingenieur bei E.DIS, E.DIS, 2018 auf YouTube
- TUM Elektroingenieurinnen im Portrait: Rita Dornmair, TUMuenchen, 2019 auf YouTube
- TUM Elektroingenieurinnen im Portrait: Hela Jedda, TUMuenchen, 2019 auf YouTube
- Karriere als Entwicklungsingenieur Elektrotechnik, BAUERGruppe, 2019 auf YouTube
- Ingenieur – Ein Blick in den Beruf, Berufe Copilot, 2020-02-25 auf YouTube
- Day in the Life: Electrical Engineer (USA), ValeroEnergy, 10. September 2020 (englisch) auf YouTube
- What is HARDWARE ENGINEERING?, Anastasi In Tech, 14. Februar 2021 (englisch) auf YouTube